# Pagenjahan
Pagenjahan is een bestuurslaag in het regentschap Tangerang van de provincie Banten, Indonesië. Pagenjahan telt 5680 inwoners (volkstelling 2010).